# Райдинг, Лора
Лора Райдинг, урождённая Райхенталь (англ. Laura Riding, 16 января 1901, Нью-Йорк — 2 сентября 1991, Уобассо) — американская писательница.

## Биография
Из семьи австро-венгерских евреев, эмигрировавших в США. Закончила Корнеллский университет. В 1923, ещё в годы учёбы, начала публиковать стихи под именем Лоры Райдинг Готтшалк (по первому мужу, историку Франции Луису Готтшалку, с которым разошлась в 1925; под этим именем выпустила и первую книгу стихов). Была близка к группе Fugitives (Аллен Тейт, Роберт Пенн Уоррен и др.). В конце 1925 по приглашению Роберта Грейвса и его жены переехала в Англию, 14 лет провела в Европе. Жила в семье Грейвса. В 1927 совершила попытку самоубийства, после чего Роберт Грейвс развёлся с женой и сблизился с Райдинг. В дальнейшем Лора Райдинг была гражданской женой и сотрудницей поэта до 1939: они жили и работали вместе на Майорке, где открыли небольшое издательство Seizin Press, выпускали журнал Epilogue (до 1936, когда началась Гражданская война в Испании), затем в Англии, Франции, Швейцарии. Оказала большое влияние на интересы и взгляды Грейвса, нашедшие позднее выражение в его знаменитой книге Белая Богиня (1948, саму книгу она не приняла).
В 1939 Райдинг вместе с Грейвсом вернулась в США, но там они расстались. В 1941 она вышла замуж за Скайлера Джексона. Райдинг больше не писала стихов, хоть и не отказалась от занятий литературой. Они поселилась с мужем на ферме в Уобассо, где она жила до самой кончины (муж умер в 1968). После смерти Лоры Райдинг был опубликован сборник её ранних стихотворений, ряд эссеистических книг и два тома мемуаров.

## Избранные произведения

### Прижизненные издания
- The Close Chaplet, стихотворения (London: Hogarth Press, 1926; New York: Adelphi Company, 1926)
- Обзор модернистской поэзии/ A Survey of Modernist Poetry, в соавторстве с Робертом Грейвсом (London: Heinemann, 1927; New York: Doubleday, 1928)
- Вольтер, биографическая фантазия/ Voltaire: A Biographical Fantasy (London: Hogarth Press, 1927).
- Anarchism Is Not Enough (London: Cape; New York: Doubleday, 1928; переизд.: Berkeley: University of California Press, 2001)
- Современники и снобы/ Contemporaries and Snobs (London: Cape; New York: Doubleday, 1928)
- Памфлет против антологий/A Pamphlet Against Anthologies, в соавторстве с Р.Грейвсом (London: Cape; New York: Doubleday, 1928)
- Love as Death: Death as Love (Seizin Press, Hammersmith/London, 1928)
- Twenty Poems Less, стихотворения (Paris: Hours Press, 1930)
- Poems A Joking Word, стихотворения (London: Cape, 1930)
- Four Unposted Letters to Catherine (Paris: Hours Press, n.d.[1930])
- Experts Are Puzzled (London: Cape, 1930)
- Though Gently (Deya: Seizin Press, 1930)
- Лаура и Франческа, поэма/ Laura and Francisca: a poem (Deya: Seizin Press, 1931)
- Everybody’s Letters (London: Barker, 1933)
- The Life of the Dead. With Ten Illustrations by John Aldridge (London: Arthur Barker, 1933)
- Poet: A Lying Word (London: Barker, 1933)
- Americans, поэма (Los Angeles: Primavera, 1934)
- Focus I—IV (вместе с Р.Грейвсом и др., 4 тт., Deya, Majorca, 1935)
- Progress of Stories, новеллы (Deya, Majorca: Seizin Press; London, Constable, 1935, многократно переиздана)
- Epilogue: a Critical Summary (вместе с Р.Грейвсом, Deya: The Seizin Press; London: Constable, 1935—1938)
- A Trojan Ending (Deya, Majorca: Seizin Press; London: Constable, 1937)
- The Collected Poems of Laura Riding, собрание стихотворений (London: Cassell; New York: Random House, 1938)
- The World and Ourselves (London: Chatto & Windus, 1938)
- Lives of Wives (London: Cassell, 1939)
- Selected Poems: In Five Sets (London: Faber, 1970; New York: Norton, 1973; New York: Persea, 1993)
- The Telling (Athlone 1972, Harper & Row 1973, Carcanet 2005)
- It Has Taken Long (New York, 1976)
- The Poems of Laura Riding: A New Edition of the 1938 Collection (Manchester: Carcanet; New York: Persea 1980)
- Some Communications of Broad Reference (Northridge: Lord John Press, 1983)

### Посмертные издания
- First Awakenings, ранние стихи (Manchester: Carcanet; New York: Persea, 1992)
- The Word 'Woman' and Other related Writings (New York: Persea, 1993; Manchester: Carcanet, 1994)
- A Selection Of The Poems Of Laura Riding (edited with an Introduction by Robert Nye) (Manchester: Carcanet, 1994; New York: Persea, 1996)
- Rational Meaning: A New Foundation for the Definition of Words, словарь (with Schuyler B. Jackson; edited by William Harmon) (University Press of Virginia, 1997)
- The Sufficient Difference: A Centenary Celebration of Laura (Riding) Jackson (guest-edited by Elizabeth Friedmann) (New York, 2000)
- The Poems of Laura Riding Newly revised edition (edited by Mark Jacobs, Note on the Text by Alan J. Clark) (New York: Persea, 2001)
- Under The Mind’s Watch: Concerning Issues Of Language, Literature, Life Of Contemporary Bearing (Oxford: Peter Lang, 2004)
- The Failure of Poetry, The Promise of Language (edited by John Nolan) (Ann Arbor: University of Michigan Press, 2007)
- On the Continuing of the Continuing (London: Wyeswood Press, 2008) (подарочное издание ограниченным тиражом)
- The Person I Am, мемуары (edited by John Nolan and Carroll Ann Friedmann) (Trent Editions, Nottingham Trent University, 2 тт., 2011)